# Stazione di Bari Loseto
Stazione di Bari Loseto egy vasútállomás Olaszországban, Bari településen.

## Vasútvonalak
Az állomást az alábbi vasútvonalak érintik:
- Bari–Bitritto-vasútvonal

## Kapcsolódó állomások
A vasútállomáshoz az alábbi állomások vannak a legközelebb:
- stazione di Bari Santa Rita (Stazione di Bari Centrale, Bari–Bitritto-vasútvonal)
- stazione di Bitritto (stazione di Bitritto, Bari–Bitritto-vasútvonal)